# 발레리커 거만
마리우스 발레리우 거만(루마니아어: Marius Valeriu Găman, 1989년 2월 25일 ~ )는 CS 우니베르시타테아 크라이오바에서 센터 백으로 활약하고 있는 루마니아의 축구 선수이다.

## 경력

### 우니베르시타테아 크라이오바
그는 루마니아 U-21에서 주장에서 주장을 역임하고 있었고, 우니베르시타테아 크라이오바에서 주전 선수로 활약하고 있었다. 2011년 7월 1일, 그는 구단과 계약을 하지 않게 됨으로써 자유 신분이 되었고, 디나모 부쿠레슈티로 이적하게 되었다.

### 아스트라 지우르지우
2011년 8월 3일, 또 다시 그는 아스트라 지우르지우와 자유계약을 맺게 된다. 계약 기간은 5년이다.